# Municipio de Bridgewater (Pensilvania)
El municipio de Bridgewater (en inglés: Bridgewater Township) es un municipio ubicado en el condado de Susquehanna en el estado estadounidense de Pensilvania. En el año 2000 tenía una población de 2.668 habitantes y una densidad poblacional de 25 personas por km².

## Geografía
El municipio de Bridgewater se encuentra ubicado en las coordenadas 41°50′00″N 75°49′59″O / 41.83333, -75.83306.

## Demografía
Según la Oficina del Censo en 2000 los ingresos medios por hogar en la localidad eran de $35,799 y los ingresos medios por familia eran $39,071. Los hombres tenían unos ingresos medios de $30,000 frente a los $22,308 para las mujeres. La renta per cápita para la localidad era de $18,139. Alrededor del 11,9% de la población estaban por debajo del umbral de pobreza.